# Castelo de Moritzburg

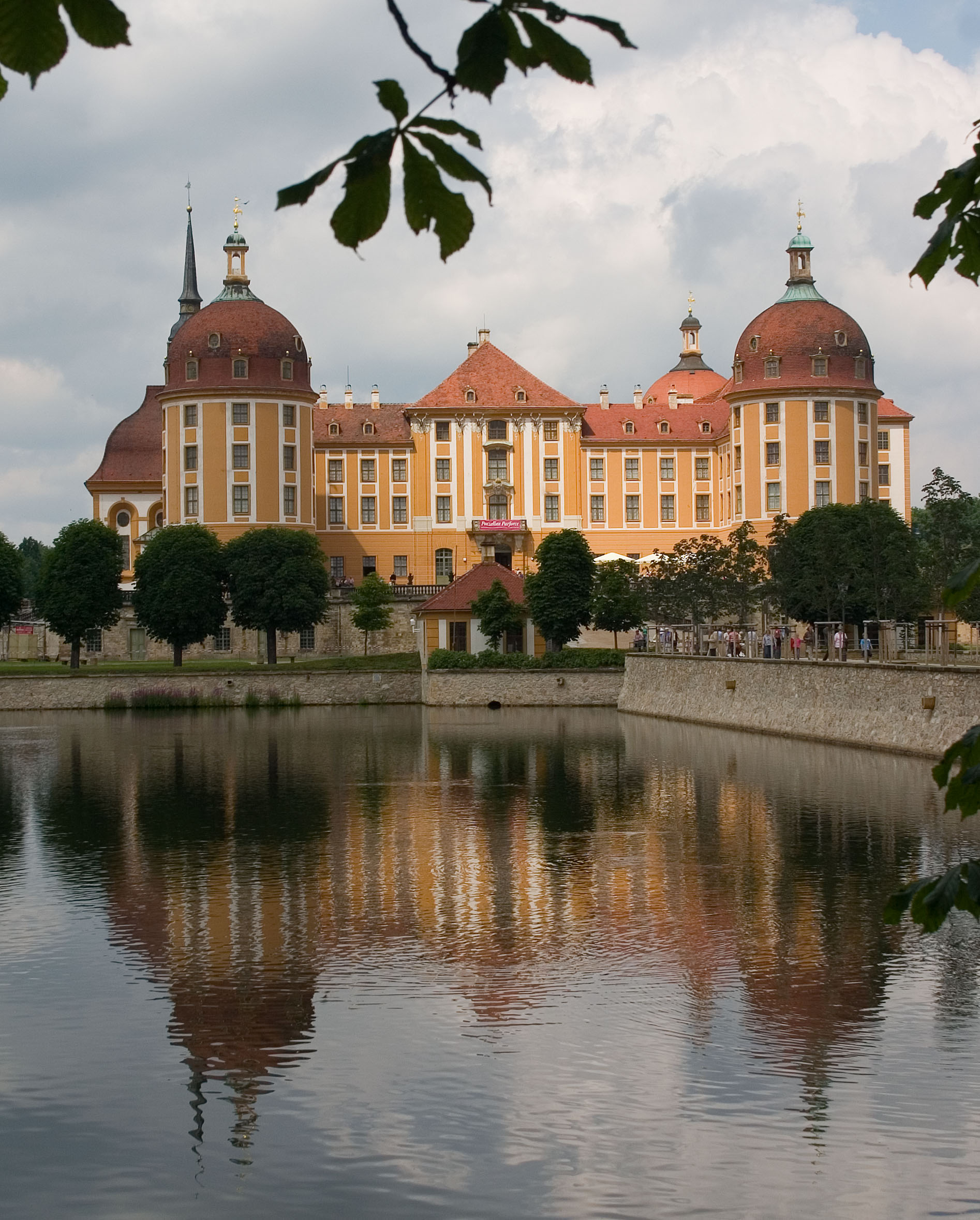
Schloss Moritzburg

Castelo de Moritzburg é um castelo barroco alemão na cidade de Moritzburg, no estado alemão da Saxônia. Localiza-se próximo à cidade de Dresden. 
Foi construído de 1542 a 1546 como um alojamento de caça para o duque Maurício da Saxônia. A capela foi adicionada entre 1661 e 1671 e é um exemplar do estilo barroco. Entre 1723 e 1733, o castelo foi remodelado pelos arquitetos Matthäus Daniel Pöppelmann e Longeloune, por ordem de Augusto II, o Forte, Rei da Polônia.

## Galeria de imagens

Castelo de Moritzburg - Schloss Moritzburg
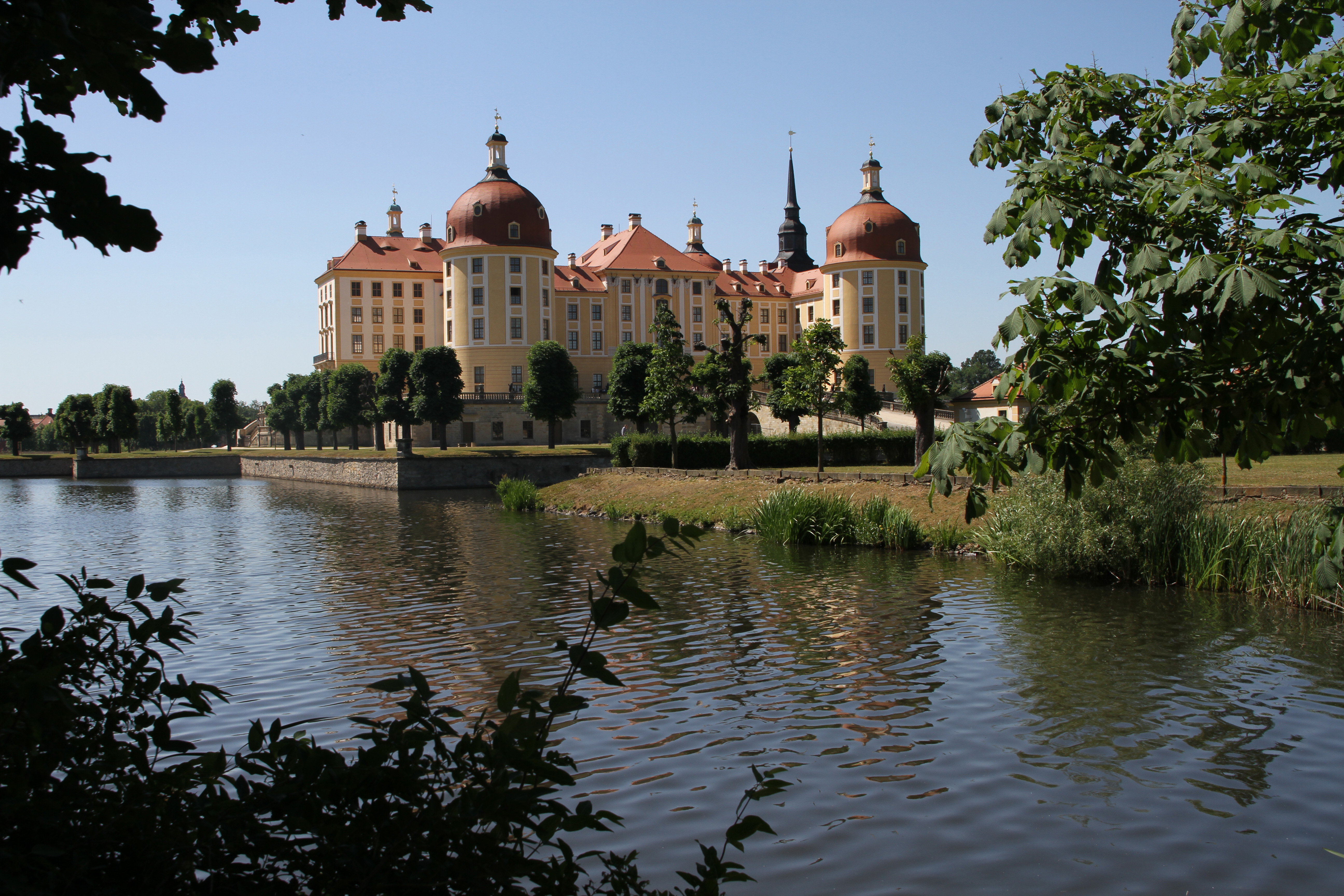
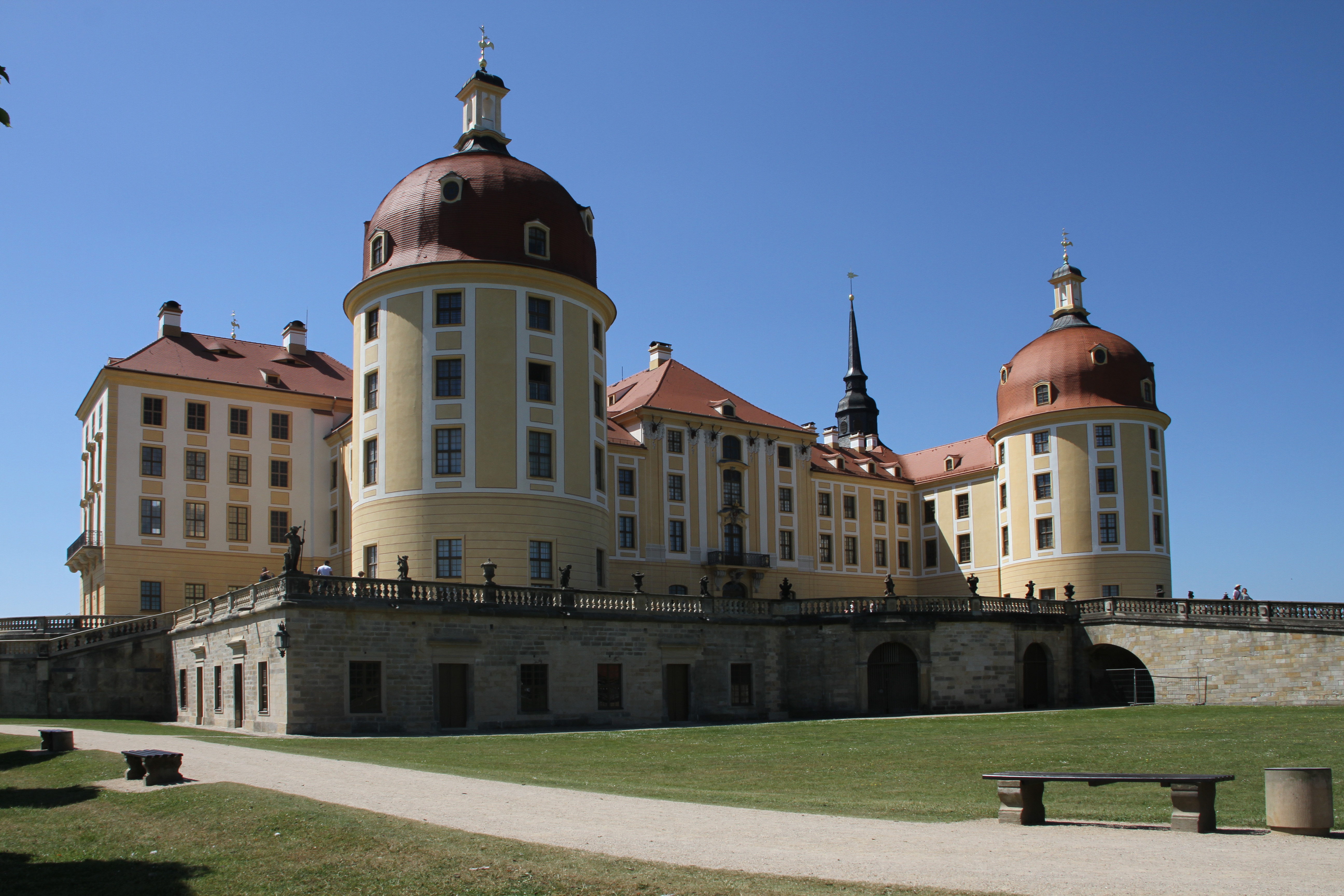
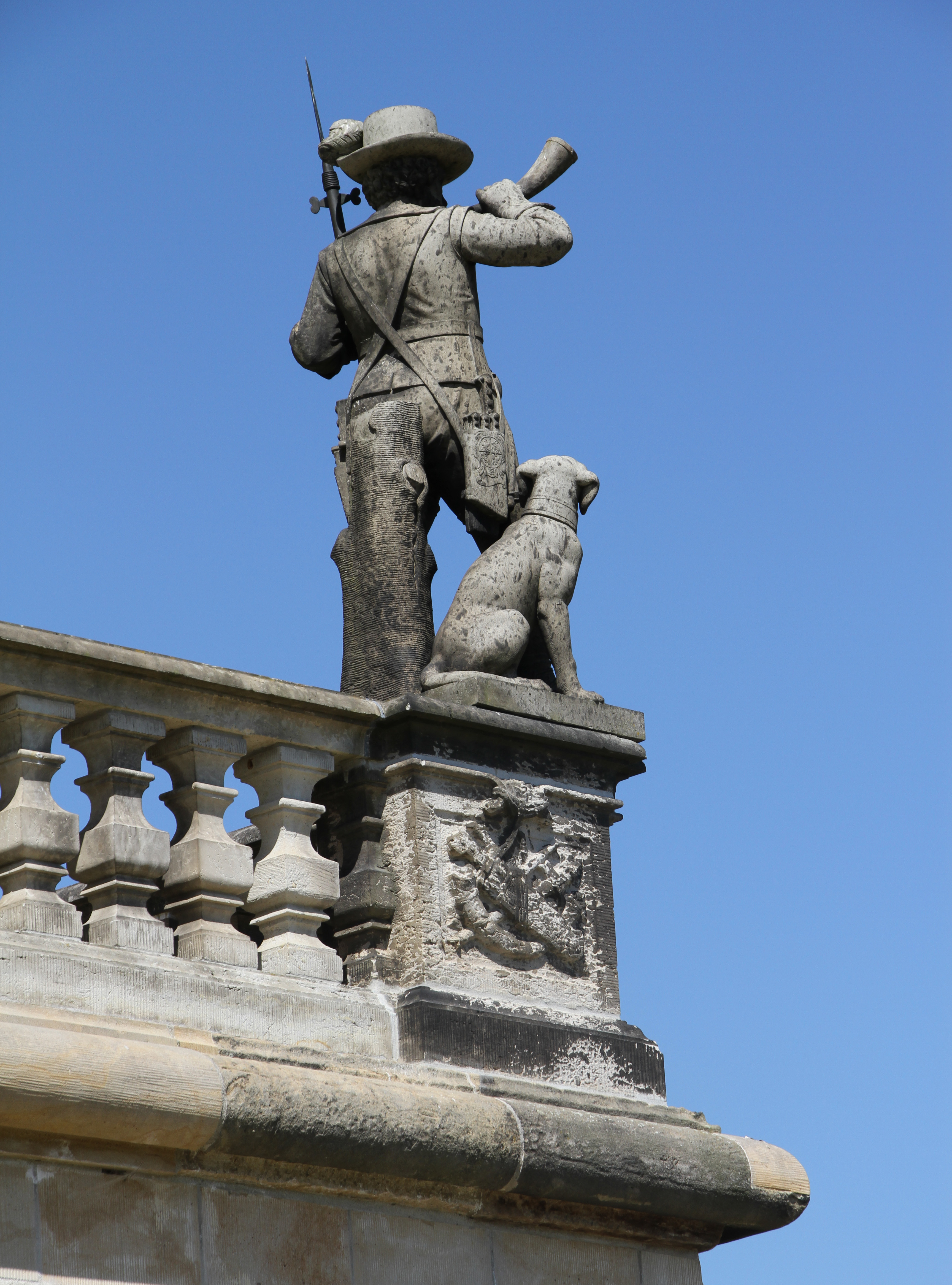
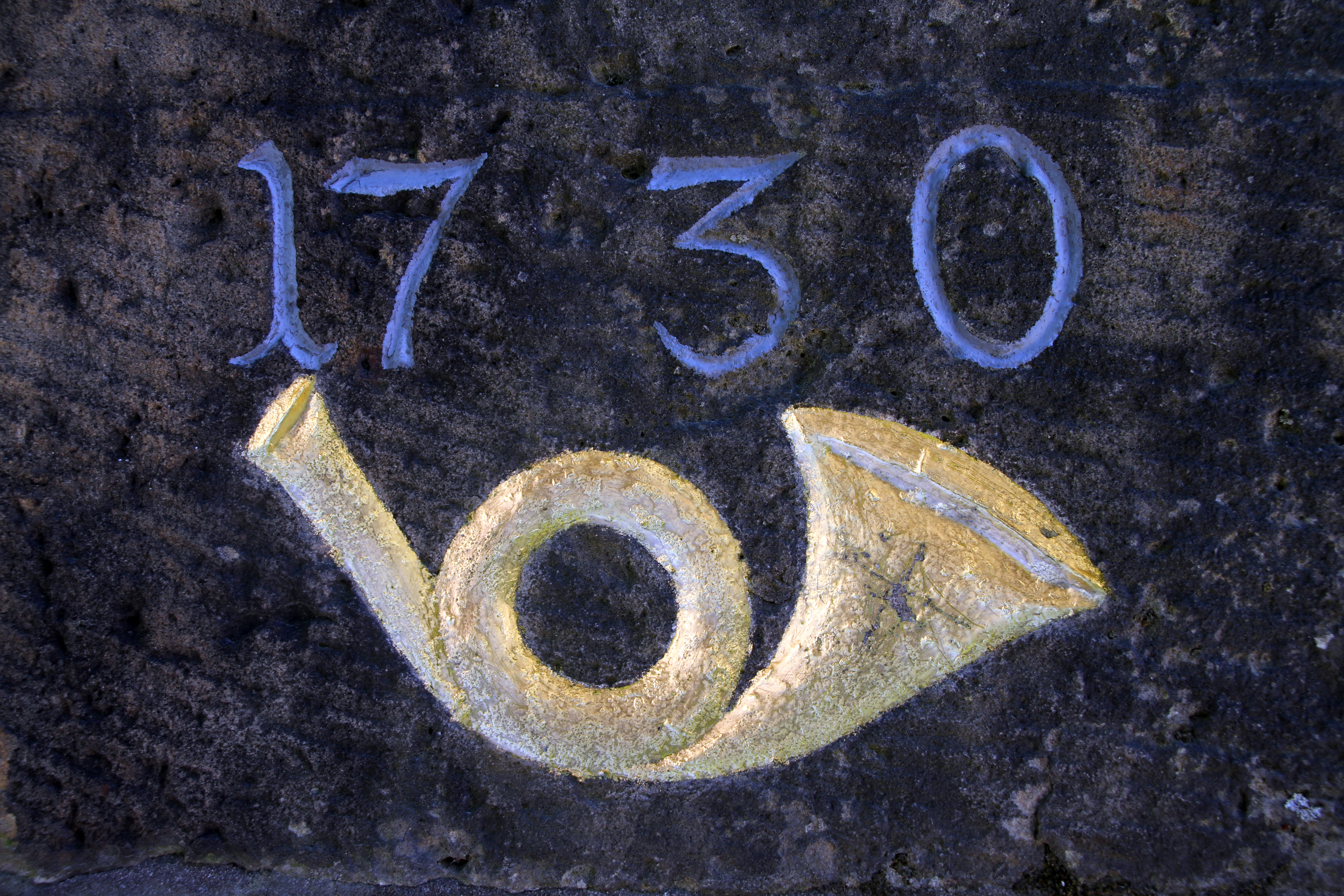
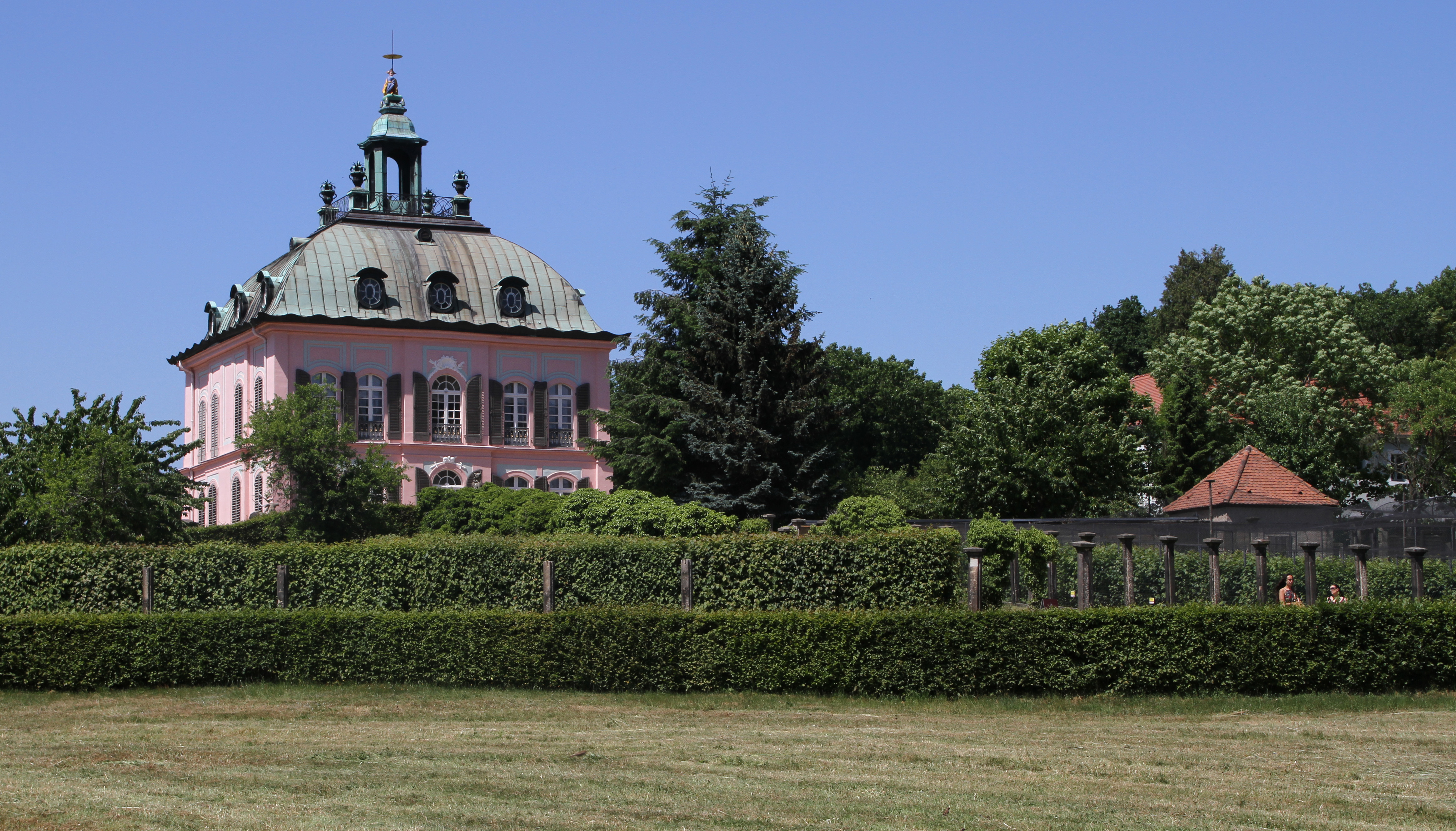
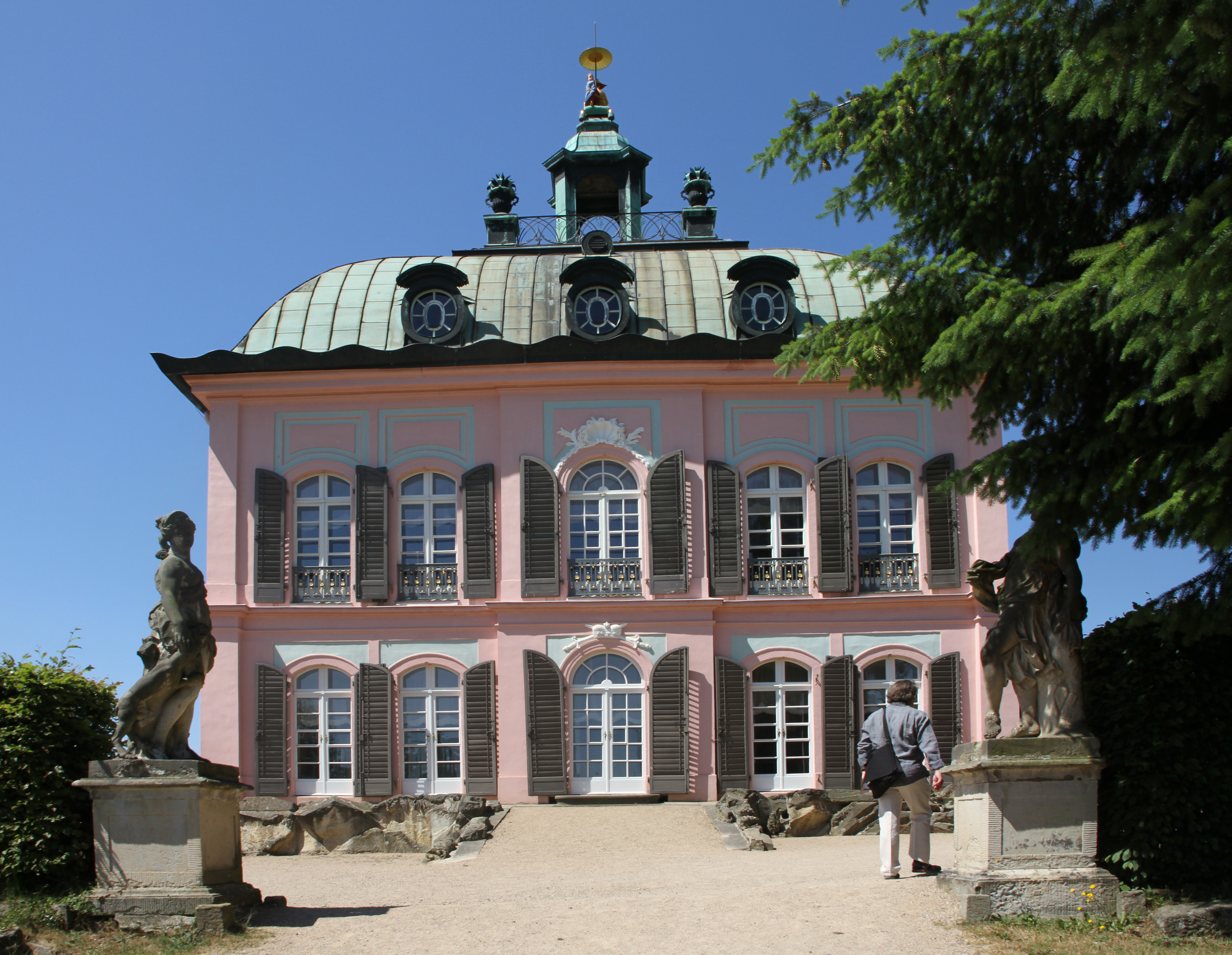
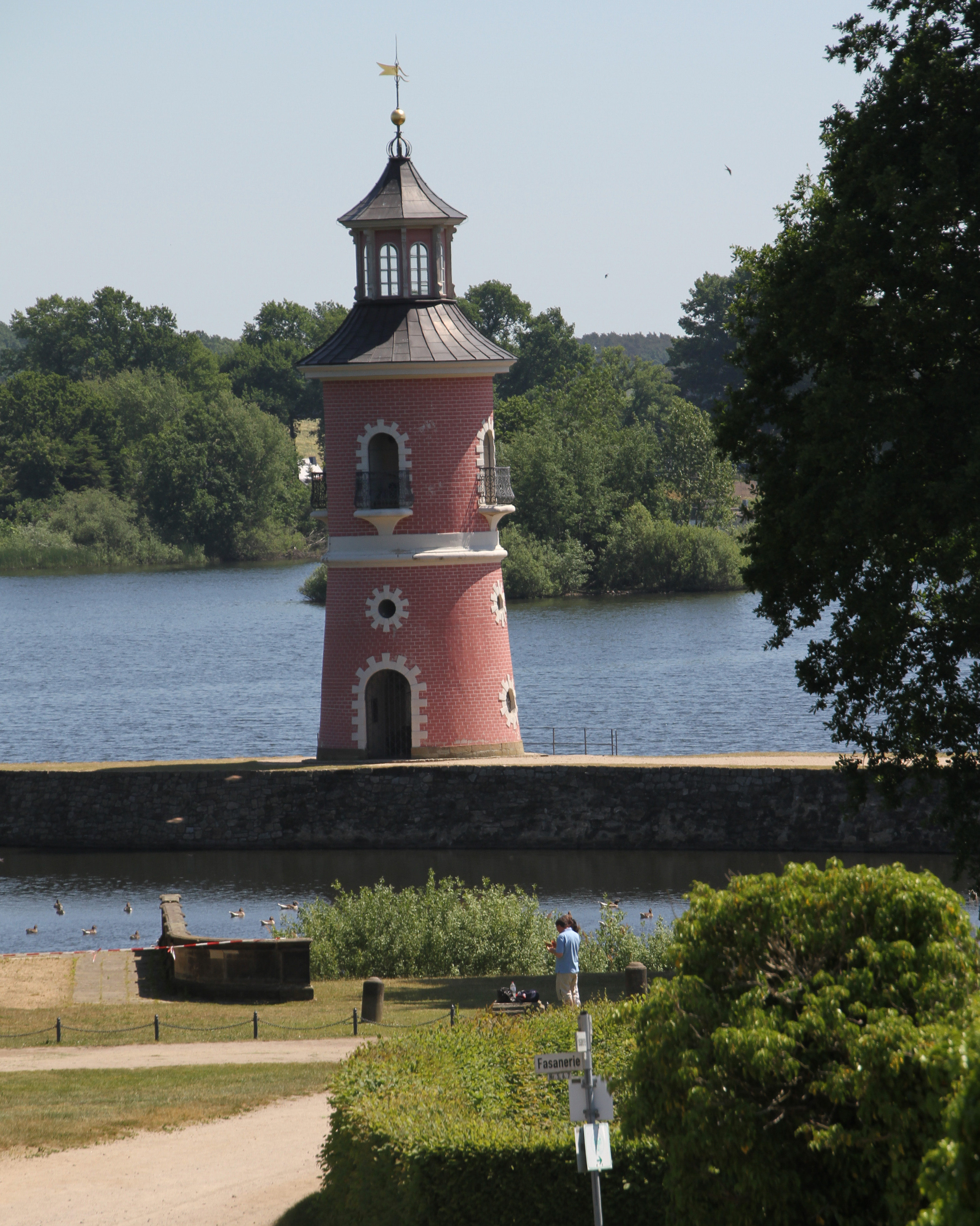
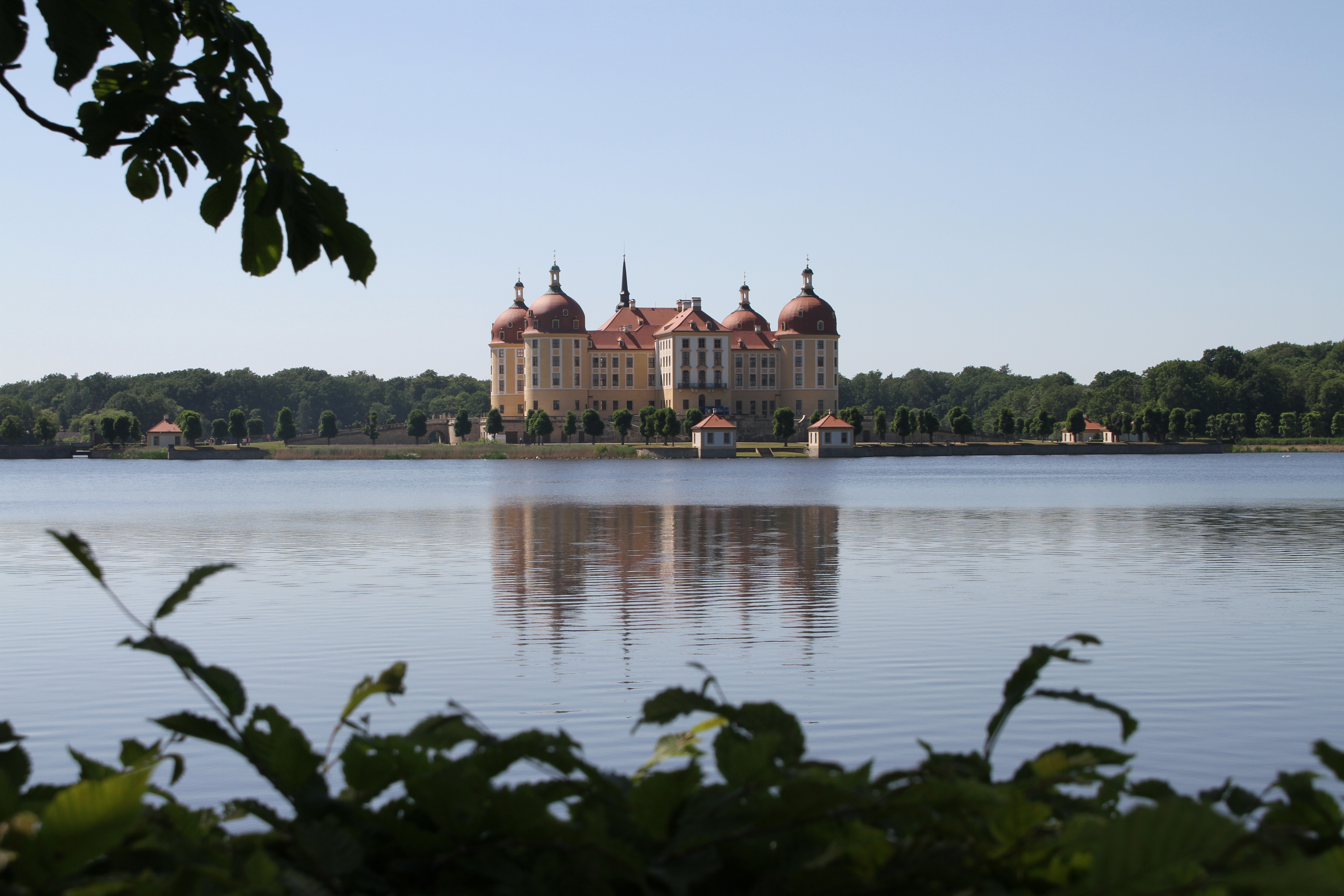